# Хасани, Флорент
Флорент Хасани (алб. Florent Hasani; 30 марта 1997, Вучитрн) — косоварский футболист, полузащитник албанского клуба «Тирана» и национальной сборной Косово.

## Клубная карьера
25 января 2018 года Флорент Хасани присоединился к венгерскому клубу «Диошдьёр», которому футболист достался бесплатно. Четыре дня спустя клуб подтвердил, что трансфер завершился окончательно. 20 февраля 2018 года Хасани дебютировал в четвёртом раунде Кубка Венгрии, сыграв все 90 минут в гостевом поединке против «Ваца».

## Карьера в сборной
21 марта 2017 года Флорент Хасани был вызван в сборную Косово до 21 года на квалификационный матч чемпионата Европы 2019 года среди юношей до 21 года против сверстников из Ирландии, в котором он дебютировал за команду, выйдя в стартовом составе.
22 января 2018 года Хасани был впервые вызван в главную национальную команду для участия в товарищеском матче с Азербайджаном, который, однако, был отменён два дня спустя. Таким образом его дебют за сборную Косово был отложен до 10 сентября 2019 года, когда он появился на поле в отборочном матче Евро-2020 против Англии, выйдя на замену на 85-й минуте.